# Константина
Константина (лат. Constantina, умрла 354. године) је била ћерка римског цара Константина Великог и супруга двојице рођака, прво Ханибалијана, потом цезара Констанција Гала. Њено најзначајније дело било је подстицање на узурпацију старог војсковође Ветраниона 350. године чиме је спречено да други узурпатор Магненције заузме префектуру Илирик. Католичка црква је поштује као светицу под именом св. Констанца.

## Порекло
Константина је рођена у браку Константина и Фаусте, ћерке цара Максимијана. Није познато тачно када је рођена. Фауста је Константину родила петоро деце три сина Константина II, Констанција II и Констанса I и две ћерке Константину и Хелену. Познато је једино да је Константина била старија сестра.

## Младост
По историчару цркве Филосторгију, који је писао почетком 5. века, Константин Велики је при крају живота прогласио своју ћерку Константину за августу и крунисао је. Константин је наиме после 324, када је постао једини владар Римског царства, почео да дели разне почасне титуле члановима своје породице. Тада су титулу августе добиле његова мајка Хелена (умрла око 329) и супруга Фауста (погубљена 326). Изгледа да је само Хелена међу женама у Константиновој породици имала право да носи владарску дијадему, тако да данашњи историчари сматрају да је Филосторгијева вест о крунисању Константине нетачна. Дијадема је постала обавезан део инсигнија августе тек у време Теодосија I, дакле у доба када је Филосторгије живео. Ипак, врло је могуће да је Константин Константину произвео у августу .
Пред крај живота Константин је почео да прави компликоване планове о наслеђивању престола. Поред његове тројице синова из брака са Фаустом, титулу цезара је понео и његов синовац Далмације. Други синовац, Ханибалијан је 335. ожењен са Константином и Константин му је дао необичну титулу краља над краљевима понтских племена (Rex Regum et Ponticarum Gentium). Пошто је Константин управо припремао поход на Персију, могуће је да је Константининог супрога планирао за владара неке од области коју би освојио од Персијанаца. Било како било, када је Константин умро 22. маја 337. године, у побуни војске у Константинопољу страдала су његова полубраћа и синовци. Војници су наводно захтевали да само Константинови синови наследе престо. Једини од Константинових синова који је у то време био у Цариграду био је Констанције II на кога је потоња традиција свалила одговорност за чистку унутар царске породице. Ханибалијан је такође убијен и Константина је тако остала удовица. Једини који су остали у животу била су два дечака, синови Константиновог полубрата Јулија Констанција, Гал и Јулијан .

## Константина, Ветранион и Магненције
Шта је са Константином било после 337. године не може се утврдити. Њена браћа су поделила царство између себе али нису владали у слози. Константин II је убијен у сукобу са Констансом 340. и од тада је најмлађи Константинов син владао читавим западом царства све до Тракије. Тракијом и Константинопољом, као и целим истоком господарио је Констанције II. По мишљењу немачког историчара Бруна Блекмана Константина је била трајно љута на Констанција који је погубио њеног мужа Ханибалијана и тиме је, и поред њене титуле августе, лишио сваког удела у власти. Највероватније се населила на територији коју је контролисао њен други брат Констанс.
Латински натписи пронађени у Риму сведоче да је Константина у граду основала цркву св. Агнесе (данас Sant'Agnese fuori le mura) и манастир. По каснијој традицији, која није веродостојна, св. Агнеса, која је по веровању преминула 304. године у време Диоклецијановог Великог прогона, је излечила царицу Константину. Црква св. Агнесе је највероватније поигнута око 340. и Константина је у њој сместила светичине мошти. Уз цркву је Константина подигла и базилику која је била планирана као њено место укопа. Базилика је данас позната као црква свете Констанце.
У јануару 350. Констанс је збачен и затим убијен по наређењу војсковође Магненција. Узурпатор је до краја фебруара преузео и власт над Италијом и у Риму је поставио своје људе на места магистрата. Могуће да је Константина, као и неколицина аристократа одана Константиновој династији, побегла на исток. Већ 1. марта 350. године римска војска у Мурси (данашњи Осијек) је извикала за цара времешног заповедника пешадије Ветраниона који је завладао читавом префектуром Илирик. Филосторгије је записао како је Ветраниона на побуну подстакла Константина како би онемогућила Магненцију да заузме и Илирик. Учинила је то како би подржала свог преосталог брата Констанција који је у том тренутку није имао слободне руке због одбрамбеног рата против Сасанидске Персије који је морао да води. По Јулијану и Филосторгију, Констанције је признао Ветраниона за савладара и чак му је и послао дијадему. Са друге стране, и Магненције је покушавао да задобије Констанцијево признање. Владару истока је предложио два династичка брака: сам је запросио Константину, а Констанцију је понудио своју ћерку за жену (Petr. Patr. fr. 16.). Констанције је одбио сваку сарадњу са убицом свог брата и у јесен 350. је кренуо у Европу да се обрачуна са узурпаторима.
По мишљењу Блекмана, који се интензивно бавио питањем Константинине улоге, могуће је да је августа уз помоћ старог Ветраниона покушала да изведе удар против Констанција и добије прижељкивану улогу у високој политици. Можда је и размишљала о браку са Ветранионом . Међутим, у јесен 350. године Констанције је стигао са истока и у једном прилично необичном инциденту успео да натера Ветраниона да се 25. децембра повуче са власти.

## Брак са цезаром Галом
Након повлачења Ветраниона Констанције је стекао предност за предстојећи сукоб са Магненцијем. Када је почела ратна сезона, август је 15. марта 351. године у Сирмију (данашњој Сремској Митровици) прогласио свог брата од стрица Гала за цезара. Као цезар Гал је добио и име Констанције по свом старијем савладару и ожењен је Константином. Констанцијев план био је да промоцијом преосталог рођака ојача позиције династије уздрмане Магненцијевим успоном. Са друге стране, Гал је требало да представља легитимног владара на истоку током Констанцијевог похода на запад. Најзад, август је удао Константину за новог цезара и тиме је обезбедио да његова властољубива сестра оде у далеку Антиохију, царску резиденцију на истоку. У случају да је Константина имала једну од водећих улога у покрету који је предводио Ветранион Констанције је њеним одласком на исток прекинуо све њене политичке везе и амбиције на Балкану. По мишљењу других, Константина је требало да надзире свог новог супруга за рачун њеног брата и помогне му у обављању владарских дужности.
Констанције Гал се ипак није показао као право решење и у време када је најзад савладао Магненција 353. године, Констанције II се суочио са низом притужби антиохијске аристократије на рачун свог цезара. Гал је притом уклонио локалног провинцијског намесника и јавно се супростављао Констанцијевин емисарима. Август је 354. прво позвао своју сестру Константину у посету, пошто се причало да она подстиче цезара Гала на суровости (Amm. 14, 1, 2.). Иако је у почетку оклевала, Константина се упутила на запад у Милано где се у то време налазио Констанцијев двор. Константина се надала да ће успети да умилостиви свог брата, али је на путу умрла у месту Цаени Галикани (Caeni Gallicani) у малоазијској области Битинији (Amm. 14, 11, 6.). Без заштите своје жене, цезар Гал је позван на Констанцијев двор и погубљен на путу у Поли (данашња Пула).
Константина и Гал су, по Јулијановим речима (Писмо Атињанима, 272D.), имали једну ћерку о чијој даљој судбини нам ништа даље није познато. Константина је сахрањена у Риму у гробници коју је раније изградила на Виа Номентана, неких двадесетак километара северозападно од Рима. Константинина сестра Хелена је 360. такође сахрањена у исту гробницу.
Гробница је у средњем веку постала место култа св. Констанце, како је сада Константина називана. Папа Александар VI (1254—1261) је 1254. године осветио гробницу и претворио је у цркву. Након што је црква свете Констанце реновирана 1620, Константинин порфирни саркофаг је пребачен у Ватикански музеј у коме се и данас налази.